# 서울면남초등학교
서울면남초등학교는 대한민국 서울특별시 중랑구 면목로30나길 38 (면목동)에 있는 초등학교다.

## 학교 연혁
- 1983년 10월 19일: 개교

## 참고 자료
- 서울면남초등학교 - 한국교육학술정보원 학교알리미